# Judengasse 8 (Nördlingen)

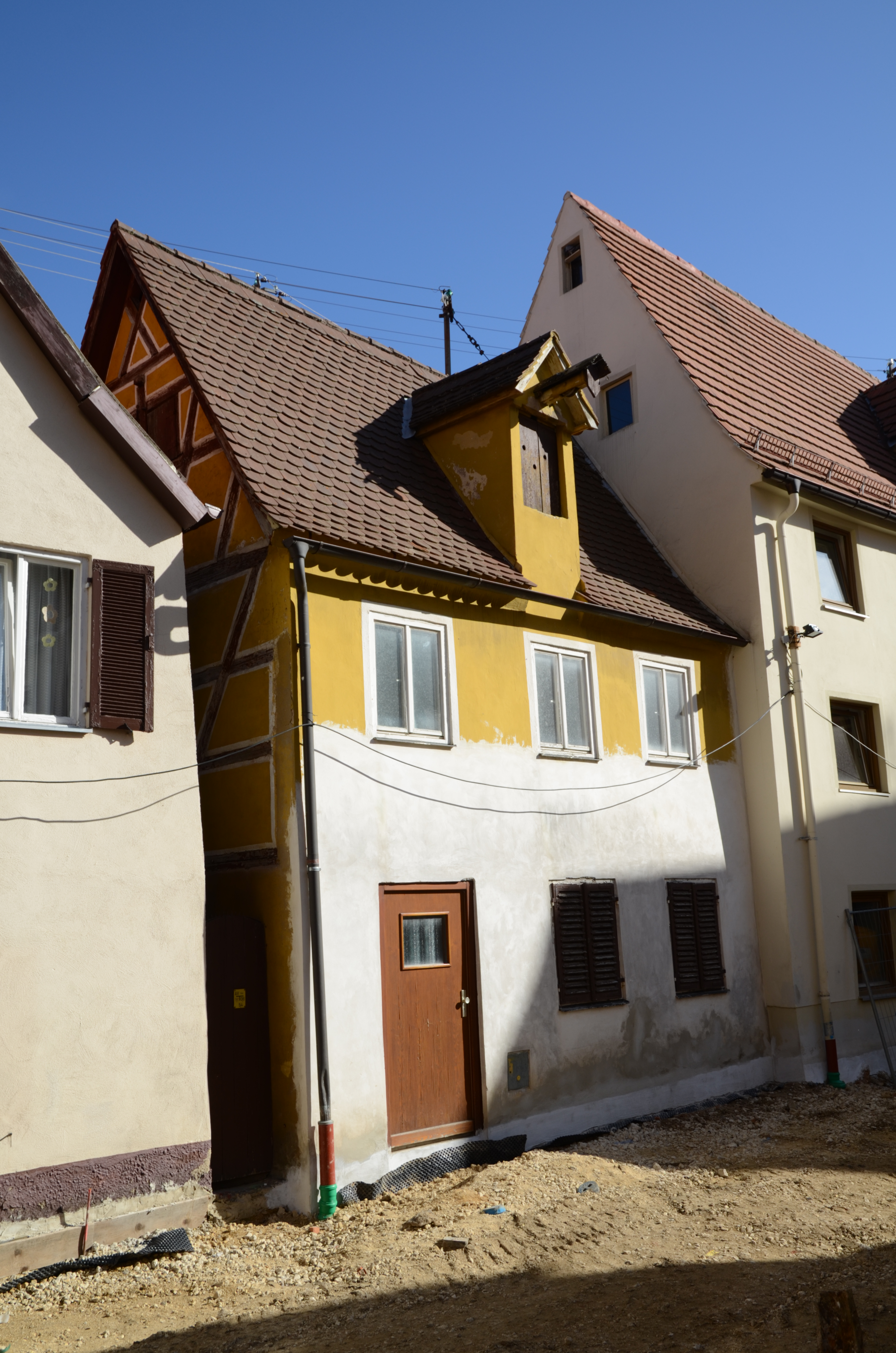
Gebäude Judengasse 8 in Nördlingen (2012)

Das Gebäude Judengasse 8 in Nördlingen, einer Stadt im schwäbischen Landkreis Donau-Ries in Bayern, wurde in der ersten Hälfte des 18. Jahrhunderts errichtet. Das Fachwerkhaus in der Judengasse ist ein geschütztes Baudenkmal.
Das Anwesen war bis 1507, dem Jahr der Vertreibung der jüdischen Einwohner, ein Teil der spätmittelalterlichen Judensiedlung. Welche Gebäude bis zum Neubau im 18. Jahrhundert hier standen, ist nicht bekannt.
Der zweigeschossige traufständige Satteldachbau mit Krangaube hat ein Obergeschoss und die Giebel in Fachwerkbauweise.